# 4136 Artmane
4136 Artmane је астероид главног астероидног појаса са средњом удаљеношћу од Сунца која износи 2,352 астрономских јединица (АЈ).
Апсолутна магнитуда астероида је 13,4.